# 1904 en santé et médecine
| Années de la santé et de la médecine : 1901 - 1902 - 1903 - 1904 - 1905 - 1906 - 1907    |
| Décennies de la santé et de la médecine : 1870 - 1880 - 1890 - 1900 - 1910 - 1920 - 1930 |

Cet article présente les faits marquants de l'année 1904 en santé et médecine.

## Événements

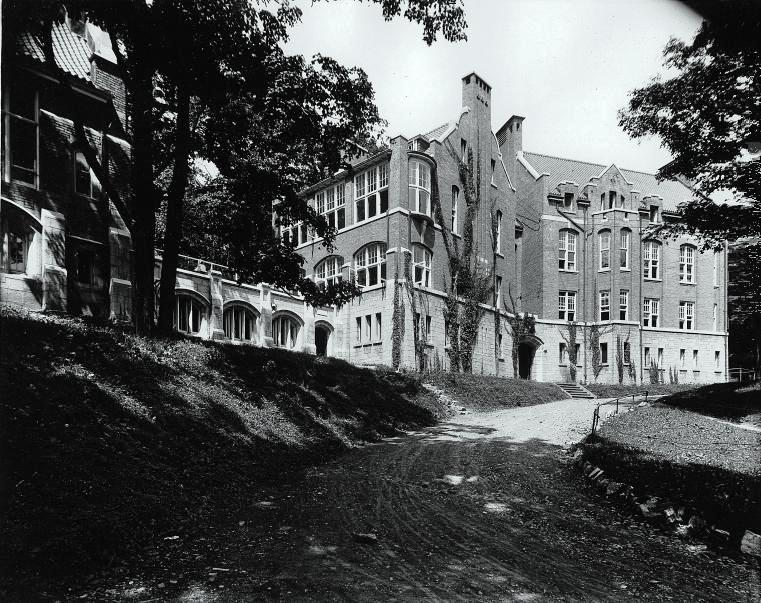
Montreal Children's Hospital
1913, Wm. Notman & Son

- 30 janvier : fondation de l'hôpital pour enfants de Montréal.
- Juillet : le pneumologue français Jules Tissot publie l'invention de son spiromètre en circuit fermé[1].
- 27 novembre : les usines Meister, Lucius & Co. déposent le brevet de la novocaïne, anesthésique local de synthèse découvert par le chimiste allemand Alfred Einhorn[2],[3]  et introduit l'année suivante par le chirurgien Heinrich Braun[4],[5].
- Le laryngologiste américain Chevalier Jackson (en) perfectionne le bronchoscope de Killian[6] en le munissant d'une ampoule lumineuse et d'un système d'aspiration des corps étrangers[7].
- Fondation de la  United States Society for the Study of Tuberculosis[8], actuelle American Lung Association (en).
- Fondation à Philadelphie de l'American Oncologic Hospital, devenu Fox Chase Cancer Center (en) en 1974 par fusion avec l'Institute for Cancer Research (en)[9].

## Prix
- Prix Nobel de physiologie ou médecine : Ivan Pavlov, « en reconnaissance de ses travaux sur la physiologie de la digestion, qui ont permis de transformer et d'élargir le savoir sur les aspects essentiels du sujet[10] ».
- Prix Montyon : Justin Jolly

## Naissances
- 8 janvier : Karl Brandt (mort en 1948), médecin personnel de Hitler.
- 7 avril : Saïd Mohamed Cheikh (mort en 1970), médecin et homme politique comorien.
- 14 mai : Marcel Junod (mort en 1961), médecin suisse.
- 3 juin : Charles Drew (mort en 1950), chirurgien américain.
- 4 juin : Georges Canguilhem (mort en 1995), philosophe et médecin français.
- 19 juin : Antonina Guelin (morte en 1988), médecin et biologiste française d'origine russe[11].
- 14 juillet : Louis Rapkine (mort en 1948), biochimiste français d'origine russe.
- 2 août : Pierre Mabille (mort en 1952), médecin, anthropologue et écrivain français.
- 17 août : Jacques Fournier (mort en 1978), médecin français, spécialiste de médecine tropicale[12].
- 29 août : Werner Forssmann (mort en 1979), médecin et chirurgien allemand, lauréat du prix Nobel de médecine en 1956.
- 1er septembre : Robertson Fotheringham Ogilvie (mort en 1966), pathologiste écossais[13].
- 18 septembre : Paul Genaud (date de décès inconnue), médecin français, officier du corps de santé[14],[15].
- 23 septembre : Digby Leigh (mort en 1975), anesthésiste britannique[16].
- 27 octobre : James Cyriax (mort en 1985), médecin orthopédiste anglais[17].
- 28 octobre : Maurice Fontaine (mort en 2009), biologiste français.
- 2 novembre : Bernard Halpern (mort en 1978), immunologiste et allergologue français[18].
- 8 novembre : Robert Degos (mort en 1987), dermatologue français.
- 13 novembre : Paul Bucy (mort en 1992), médecin neurologue, neurochirurgien et neuropathologiste américain.

Date inconnue
- Raphaël Cherchève (mort en 2000), chirurgien français.

## Décès
- 8 février : Gustave Liétard (né en 1833), médecin français[19].
- 18 février : Ambroise-Auguste Liébeault (né en  1823), médecin français, spécialiste de l'hypnose et du magnétisme animal.
- 3 mai : Émile Duclaux (né en 1840), physicien, biologiste et chimiste français, successeur de Pasteur à la direction de l'institut du même nom[20],[21].
- 7 mai : Émile Dubois (né en 1853), médecin et homme politique français.
- 15 mai : Étienne-Jules Marey (né en 1830), médecin et physiologiste français.
- 26 mai : Georges Gilles de La Tourette (né en 1857), neurologue français.
- 19 juillet : Édouard Isambard (né en 1845), médecin et homme politique français.
- 23 juillet : Alphonse-Charles Gayet (né en 1833), chirurgien français[22].
- 5 août : Karl Weigert (né en 1845), pathologiste allemand.
- 8 août : Ladislas-Xavier Gorecki (né en 1846), ophtalmologue français.
- 23 septembre : Albert Gombault (né en 1844), neurologue et pathologiste français.
- 9 octobre : Antoine Gailleton (né en 1829), médecin français.
- 20 octobre : Paul Tillaux (né en 1834), chirurgien et anatomiste français.
- 15 décembre : Ernest Lecorché (né en 1830), médecin français[23],[24].